# كازيا إيتشيجو
كازُيا إيتشيجو (一条和矢 إيتشيجو كازُيا) هو مؤدي أصوات ياباني ولد في 11 أبريل 1966 في كوبي, هيوغو.

## أدواره في الأنمي

### مسلسلات أنمي تلفزيونية
- توغاينو نو تشي - موتومي
- رايف - لانس
- فايري تايل - والي بوكانان, هوت آي, زعيم عصابة هز المؤخرة
- جيغوكو شوجو - كيجي كوساناغي
- حفيد نوراريهيون: عاصمة العفاريت - كيوكوتسو (الأب)
- دي دي قبضة نجم الشمال - راو
- ون بيس - بريد
- أوتبريك كومباني - رئيس الوزراء زاهال
- لوست يونيفرس - لاندو
- أسطورة الأبطال الأسطوريين - الكونت كلازبل
- دانس إن ذا فامباير باند - تاكاشي سايجو
- بيز جيمر - مايزونو
- التلميذ الأقوى في التاريخ كينيتشي - ماكوتو دايمونجي, شينّوسكي تسوجي
- غاش بيل الذهبي - باونسر
- فورتن آرتيريال - ماسانوري أوتو

## أدواره في الدبلجة اليابانية
- ماء للفيلة - تشارلي أوبراين
- ليغو نينجاغو: أبطال السبينجيتسو - المعلم وو

## وصلات خارجية
- كازيا إيتشيجو على موقع IMDb (الإنجليزية)
- كازيا إيتشيجو على موقع ميوزك برينز (الإنجليزية)
- كازيا إيتشيجو على موقع قاعدة بيانات الفيلم (الإنجليزية)